# Ernst Kaltenbrunner
Ernst Kaltenbrunner (Ried im Innkreis 1903. október 4. – Nürnberg, 1946. október 16.) magas rangú SS-tiszt, a Sicherheitsdienst (SD), végül a Birodalmi Biztonsági Főhivatal (RSHA) vezetője. A nürnbergi per folyamán halálra ítélték és kivégezték.

## Magánélete

### Ifjúsága és tanulmányai
Szülei: Hugo és Therese Kaltenbrunner. Fiatalkorát Raabban és Linzben töltötte, ahol iskolai tanulmányai során megismerkedett későbbi alárendeltjével, Adolf Eichmann-nal is. 1926-ban jogi doktorátust szerzett a grazi egyetemen. Egészen haláláig tagja volt a Grazi Egyetemi Testvériségnek, az Armina Graznak.

### Házassága
1934-ben kötött házasságot Elisabeth Ederrel, akinek már volt három gyereke. Egy ikerpárjuk született 1945-ben (Ursula és Wolfgang), de Kaltenbrunner szeretői viszonyt tartott fent Gisela von Westarp grófnővel.

## Pályafutása

### SS-tisztként Ausztriában

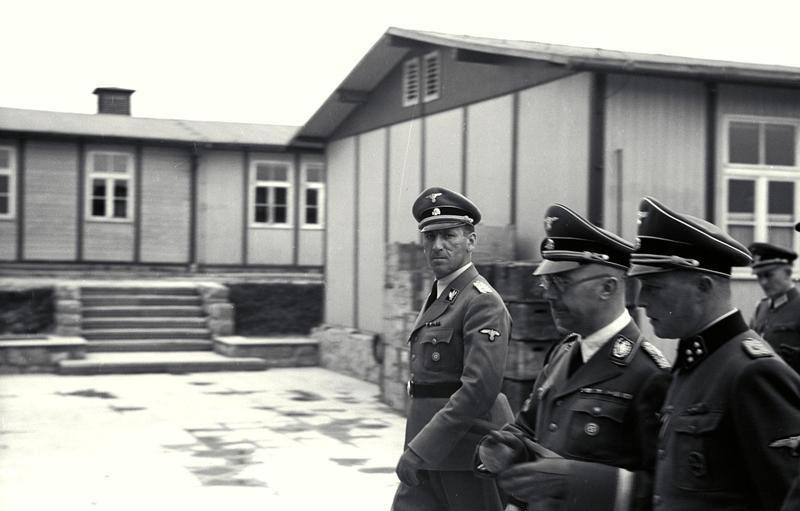
A mauthauseni koncentrációs táborban 1941-ben, Heinrich Himmler és Franz Ziereis társaságában

Nem helyezkedett el polgári állásban, helyette tagja lett az osztrák Heimwehr félkatonai szervezetnek, de mivel nem értett egyet a Német Birodalom késlekedésével Ausztria „bekebelezésével” kapcsolatban, 1930-ban az osztrák NSDAP-hoz, 1931-ben pedig az SS-hez csatlakozott. Új pozícióiban jól tudta kamatoztatni jogi tudását a bebörtönzött NSDAP tagjainak javára. Az Anschluss előtt Heinrich Himmler hírszerzője volt. 1935 januárjában hat hónap börtönre ítélik kormányellenes cselekedetért. Szabadulás előtt és után főnökét gyakori rendszerességgel tájékoztatta az osztrák eseményekről, így érte el, hogy 1937-ben az ausztriai SS vezetője legyen.
Arthur Seyß-Inquart vezetésével sikerült megerősíteni Ausztriában a szélsőjobboldali politikát. Seyß-Inquart is támogatta Ausztria bekebelezését, azonban ő békés megoldás útján kívánta azt elérni. Ez azonban szöges ellentétben állt Hitler akaratával, ezért 1938. március 11-ének éjjelén Hermann Göring utasítást adott Kaltenbrunnernek, hogy fogja el az osztrák kormány tagjait. Kaltenbrunner 500 osztrák SS-katonával be is hatolt a Szövetségi Kancellária épületébe, ahol Seyß-Inquart Wilhelm Miklasszal tárgyalt.
1938 augusztusában kinevezték Seyß-Inquart biztonsági államtitkárának, aminek keretein belül megszervezte az osztrák Gestapót és kialakította a mauthauseni koncentrációs tábort. (Szeptemberben már jelenthette is Himmlernek, hogy Ausztria teljes egészében az SS megfigyelés alatt áll.) Tevékenységét nagyban segítette, hogy kinevezték Bécs rendőrfőnökének, így minden (Gestapo, rendőrség, SD) nála futott össze. Azonban ebben a minőségben nem érezte jól magát, mert annak ellenére, hogy ugyanolyan hatalommal bírt, mint az SS legfőbb vezére, Reinhard Heydrich, úgy érezte, hogy kiszorul az irányításból.

### A Birodalmi Biztonsági Főhivatal vezetőjeként

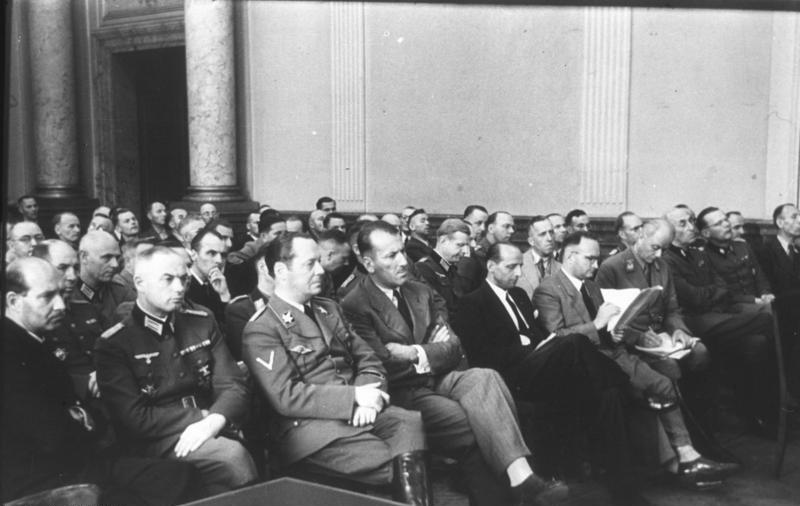
1944. július 20-án

Ez a problémája azonban megoldódott, amikor 1943. január 30-án (már SS-Gruppenführerként) Berlinbe hívták, ahol kinevezték a Biztonsági Főhivatal és az SD főirányítójának, Heydrich halála után. Így lett – Eichmann elöljárójaként – a zsidók deportálásáért és megsemmisítéséért felelős.
Közel egymillió, a keleti frontról érkező ember likvidálása lett a fő feladata. Hatáskörébe tartozott a koncentrációs táborok felállításait, avagy elbontásait elrendelni. Utasítására több mint százezer embert végeztettek ki a háború vége felé, csak azért, hogy megakadályozzák a szövetséges hadseregeknek a megmentésüket. Emellett jelentős szerepet játszott – a zsidókérdés végső megoldásának keretében – a zsidók kiirtásában. 1943. június 21-én obergruppenführeri rangot kap, valamint kinevezték a rendőrség tábornokának. A Hitler elleni 1944. július 20-i sikertelen merénylettel kapcsolatos feladatokat (megtalálás, kikérdezés) már tábornoki rangban kellett megoldania. Parancsára az RSHA letartóztatta és kihallgatta a vélt, vagy valós összeesküvőket, majd kivégezték őket. Ennek során végezték ki Friedrich Fromm vezérezredest is, aki nem tudta bizonyítani, hogy nem vett közvetlenül részt a merényletben.
1945 márciusban azzal a feltétellel adott engedélyt a Nemzetközi Vöröskeresztnek a koncentrációs táborok látogatására, hogy az odaküldött emberek a háború végéig ott maradnak. Carl Burckhardt (a szervezet akkori elnöke) ennek tudtában küldte Louis Haefligert Mauthausenbe, Paul Dunant-t Theresienstadtba és Victor Maurert Dachauba.

### A háború vége felé
A háború utolsó napjaiban, többedmagával, egy alpesi erődben bujkált Altausseeban, ahol a végsőkig ellenálltak a szövetségeseknek. Egy katonai járőr fogta el és tartóztatta le 1945 májusában.

## A nürnbergi per

### Az elején

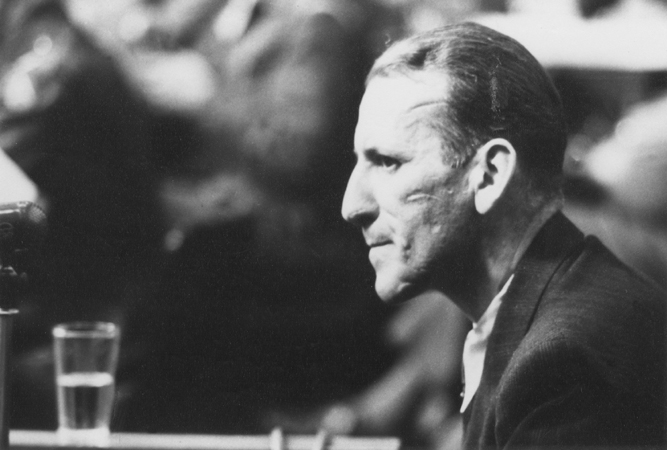
A tárgyalás alatt

Letartóztatása után először Angliába szállították kihallgatásra, majd Nürnbergbe, ahol összeállt a Nemzetközi Katonai Törvényszék, a háborús és az emberiség ellen elkövetett bűncselekmények tárgyalására. Eleinte megtört emberként viselkedett (amikor megkapta a vádiratot sírva fakadt). Hamarosan azonban megváltozott. Minden eszközzel az életéért harcolt. A nürnbergi fogság alatt Gustav M. Gilbert pszichológus őt is megfigyelés alatt tartotta és feljegyzéseket készített róla. Véleménye szerint az tükrözte a legjobban a vádlottak gondolatait, hogy mit írtak a vádiratok margójára, ezért megkérte az összes vádlottat, hogy az aláírásuk mellé írjanak egy-egy mondatot is a kézhez kapott dokumentumra. Kaltenbrunner (az 1., a 3. és 4. vádpontok alapján vádolták) azt írta: „Nem érzem magam bűnösnek semmiféle háborús bűncselekményben. Csupán a kötelességemet teljesítettem, mint hírszerző, és nem vagyok hajlandó Himmler helyett pótszerként szolgálni.” Az elvégzett Wechsler-Bellevue-féle intelligencia teszten 113 pontot ért el. Ez volt a második legkisebb eredmény. Gilbert szerint marcona külseje gyenge, határozatlan, érzelmileg instabil és szkizoid személyiséget takar. Hasonló szakvéleményt írt róla William H. Dunn, hozzátéve, hogy a vizsgált alany szelíd beszédű és szívesen beszélget várható büntetéséről, valamint biztosra veszi, hogy kivégzik.

### Zavar a tárgyalás menetében

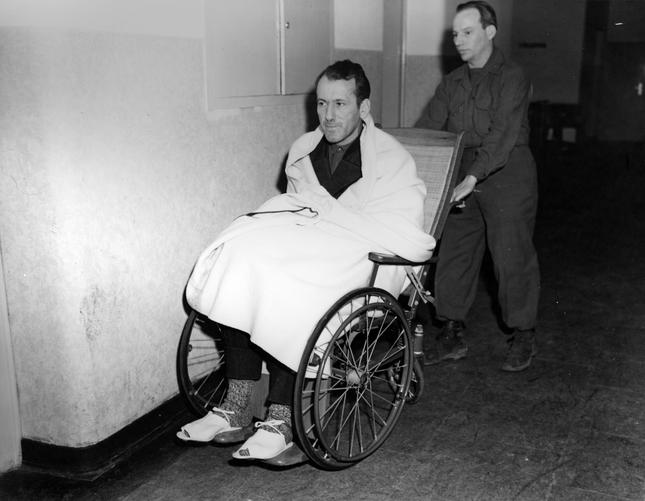
Agyvérzése után

Bár a tárgyalás előkészületei zavartalanul zajlottak, a per kezdetét váratlan incidens zavarta meg, ami Kaltenbrunner rosszullétének volt „köszönhető”, ugyanis agyhártyagyulladás tüneteivel szállították kórházba és félő volt, hogy az egész tárgyalást el kell halasztani, valamint mindenkit karanténba zárni, aki bármilyen módon érintkezett vele. Azonban Kaltenbrunnernek nem meningitisze volt, hanem egy könnyebb lefolyású agyvérzésen esett át (pontosabban a pókhálóburok alatti térben vérzett be – szubarachnoid haemorrhagia), amit az orvosok szerint a tárgyalás előtti izgalom miatt fellépő hirtelen vérnyomás-emelkedés is okozhatott. Dr. Kelley börtönpszichiáter már korábban jelezte feletteseinek Kaltenbrunner egyre labilisabbá váló idegállapotát. Jelentésében az alábbiakat írta: „A legkisebb súrlódásra sírva fakad. Brutális típus. Kemény és kegyetlen, amíg hatalom van a kezében, de nyöszörög és siránkozik, amikor nincs.” Csak két hét múlva tudta elfoglalni helyét a vádlottak padján, de a tárgyalás légköre annyira megviselte, hogy rohama megismétlődött, és újra kórházba kellett szállítani. 

### Ítélet és kivégzés

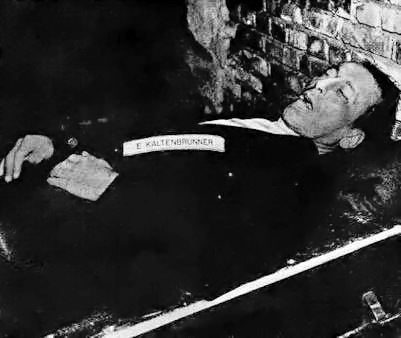
Ernst Kaltenbrunner holtteste

Ítéletének meghozatala hosszú időt vett igénybe. Biddle, Falco és de Vabres bírók a harmadik és a negyedik vádpontban bűnösnek találták ugyan, de ártatlannak az első és második vádpontban. Birkett, Parker és kis mértékben Sir Lawrence csak az első vádpontban, míg Iona Nyikitcsenko mind a négyben. Végül csak a harmadik és negyedik vádpontban találták bűnösnek, amelyek alapján kötél általi halálra ítélték. Visszatérve cellájába, Gilbertnek csak annyit mondott ítéletéről: „Halál”. De mind az ítélet előtt, mind utána állította, hogy nem tudott sem a koncentrációs táborokról, sem a zsidók elpusztításáról. Ezekért Himmlert és Heinrich Müllert (a titkos államrendőrség főnöke) tartotta bűnösnek.
Az ítéletet 1946. október 16-án 1:39-kor hajtották végre a „nagy inkvizítoron”. Az utolsó szó jogán az alábbiakat mondta: „Teljes szívemből szerettem német népemet és hazámat. Népem törvényei szerint teljesítettem a kötelességemet, és sajnálom, hogy ezt a népet ezúttal olyanok vezették, akik nem voltak katonák, s hogy elkövették azokat a bűnöket, amelyekről nekem nem volt tudomásom.” Kivégzése után megmérték súlyát (77,9 kg) és magasságát (195 cm).

## Karaktere filmeken
- Christopher Heyerdahl – 2000: Nürnberg[Mj. 5]
- Hans Meyer – 1978: Holocaust (A Weiss család története)
- Mihail Zsarkovszkij – 1973: A tavasz tizenhét pillanata